# CDMA

Esquema do CDMA.

CDMA (Code Division Multiple Access, ou Acesso Múltiplo por Divisão de Código) é um método de acesso a canais em sistemas de comunicação. É utilizado tanto para a telefonia celular quanto para o rastreamento via satélite (GPS) e usa os prefixos tecnológicos como o IS-95 da 1.ª geração -1G- e o tão popular IS-2000 da 3.ª geração -3G.
A tecnologia possui muitas variantes, o que muitas vezes causa confusão para os usuários: a primeira é a cdmaOne, que é da segunda geração (2G) de celulares;
A outra é a CDMA2000, a mais utilizada, ambas produzidas pela Qualcomm.
Além dessas, ainda há o padrão W-CDMA, da terceira geração (3G) de celulares. Aqui alguns fatos:
- CDMA é usado como o princípio da interface aérea do W-CDMA.
- Os padrões CDMA (incluindo cdmaOne e CDMA2000), NÃO são compatíveis com os padrões W-CDMA.

Outra importante aplicação do CDMA - anterior e sem nenhuma relação com telefones celulares - é o Sistema de Posicionamento Global, o GPS.
No Brasil, a tecnologia CDMA começou a ser usada no início de 1998 pela Telebahia celular. A empresa que atua nesse padrão tecnológico é a Embratel.
Em Portugal, a Zapp fornecia acesso à Internet utilizando esta tecnologia. A empresa terminou ou seus serviços cerca do ano 2011.
O acesso múltiplo por divisão de código (CDMA) é um formulário de multiplexação (não é um esquema de modulação) é um método do acesso múltiplo que não se divide acima do canal pelo tempo (como no TDMA), ou frequência (como no FDMA), mas preferivelmente codifica dados com um código especial associado com cada canal e usa as propriedades construtivas de interferência dos códigos especiais para executar a multiplexagem. O CDMA consulta também os sistemas celulares digitais do telefone que emprega este esquema múltiplo do acesso, tal como aqueles caminhos abertos pela Qualcomm, e W-CDMA pela união de telecomunicação ou pelo ITU internacional.
CDMA tem sido usado em muitos sistemas de comunicações, incluindo o sistema de posicionando global (GPS) e no sistema satélite OmniTRACS para a logística do transporte.
Em uma era em que as pessoas querem muito mais do que apenas falar ao celular, o CDMA (Code Division Multiple Access) é a tecnologia que possibilita uma melhor performance em aplicativos multimídia, como áudio, vídeo e imagem, além de transmissão de voz pelo celular. Além disso, é esta tecnologia que permite um conjunto de serviços inovadores e uma velocidade de transmissão desses aplicativos que nenhuma outra tecnologia propicia, já que é muito mais ajustada à era da comunicação interativa. Além disso, essa tecnologia permite também a localização de pessoas e lugares por meio de satélite e da triangulação das antenas (Estação Rádio Base, ou ERB) da operadora, garantindo ao cliente um amplo portfólio de serviços.
Além de ser muito útil e inovadora, essa tecnologia é a segunda mais usada pelas fábricas de telefone móvel. A primeira é a GSM.